# Bell XP-76
El Bell P-76 fue una designación propuesta para un modelo de producción derivado del XP-39E, un prototipo de avión de caza monomotor estadounidense, de la Segunda Guerra Mundial.

## Antecedentes
El 26 de febrero de 1941, el USAAC firmó un contrato con Bell para la compra de dos XP-39E (41-19501 y 41-19502), que estaba previsto que fueran una mejora mayor de la serie P-39D. A causa del número de cambios propuestos, el modelo de producción iba a ser llamado Bell P-76.

## Diseño
Se había propuesto que el Bell P-76 mejorara las pobres prestaciones en altitud del P-39 Airacobra, incorporando un ala nueva y más gruesa, con un perfil simétrico; la sección elegida fue la NACA 0018 en el revestimiento de la raíz alar, hasta la NACA 23009 en la punta alar. Aunque se ha referido a menudo el nuevo ala como de tipo de flujo laminar, éste no era el caso. La envergadura alar fue aumentada a 10,9 m y el área a 21,9 m², permitiendo el ala más gruesa incrementar la capacidad de combustible a 568 l.
El diseño del nuevo Allison V-1710-E9 también estaba en marcha. Esta versión, que tenía la designación militar de V-1710-47, usaba un sobrealimentador mecánico de dos etapas para aumentar la potencia motora en altitud. Sin embargo, este motor pasó por tantos cambios de diseño, que acabó siendo casi idéntico al posterior V-1710-93 con el que fue equipado el XP-63A.
Otro cambio era que el alojamiento del motor fue modificado para aceptar un motor más potente en vez del V-1710. Sus orígenes se encuentran en el proyecto de 1941 para equipar tres P-39D (41-19501, 41-19502 y 42-7164) con el motor sobrealimentado y refrigerado por líquido Continental V-1430-1. El resultante XP-39E tenía un ala de perfil simétrico con puntas alares cuadradas, un fuselaje alargado para acomodar un motor mayor, y radiadores y tomas de aire revisados. Cada uno de los tres prototipos tenía una cola diferente. Como el motor Continental no estaba disponible para el vuelo inicial, los prototipos volaron con motores Allison V-1710-47. En 1942, el XP-39E fue redesignado XP-76. Aunque fueron ordenados inicialmente 4000 aparatos, la orden fue cancelada para permitir a la fábrica de Bell construir aviones bombarderos B-29 Superfortress bajo licencia de Boeing. Muchas de las lecciones aprendidas en el XP-76 fueron implementadas en el subsiguiente Bell P-63 Kingcobra.

## Especificaciones

### Características generales
- Tripulación: Un piloto
- Longitud: 9,7 m (31,8 ft)
- Envergadura: 10,9 m (35,8 ft)
- Superficie alar: 21,9 m² (235,7 ft²)
- Peso vacío: 3150 kg (6942,6 lb)
- Peso máximo al despegue: 4050 kg (8926,2 lb)
- Planta motriz: 1× motor lineal V-12 invertido Continental I-1430-1.
  - Potencia: 1600 kW (2206 HP; 2176 CV)

### Rendimiento
- Velocidad nunca excedida (Vne): 620 km/h (385 MPH; 335 kt)
- Techo de vuelo: 6600 m (21 654 ft)
- Régimen de ascenso: 11 m/s (2165 ft/min)

### Armamento
- Ametralladoras: 

  - 2× Browning M2 de 12,7 mm, con 200 disparos por arma
  - 4× M1919 de 7,62 mm, con 1000 disparos por arma

- Cañones: 

  - 1× Oldsmobile T9 automático de 37 mm, 30 disparos
- Bombas: 227 kg, externamente

## Aeronaves relacionadas

### Desarrollos relacionados
- P-39 Airacobra
- P-63 Kingcobra

### Secuencias de designación
- Secuencia Numérica (interna de Bell): ← 24 - 26 - 27 - 28 - 29 - 30 - 32 →
- Secuencia P-_ (Cazas (Pursuit) del USAAC/USAAF/USAF, 1924-1962): ← XP-72 - P-73 - P-75 - XP-76 - XP-77 - P-78 - XP-79 →